# Steven Burrows

Steven Burrows bei einem Dortmunder Auftritt im Mai 1998

Steven Burrows (* 2. März 1964 in Bromsgrove) ist ein britischer Musiker und Bassist.

## Biografie
Er wuchs in der Grafschaft Worcestershire auf. 1983 wurde er Bassist der Band And Also the Trees, wo er bis heute Mitglied ist. Steven Burrows nahm allerdings nicht an den Aufnahmen zum 2007er Album (Listen For) The Rag and Bone Man und dem neuen Akustik-Album When the rains come teil und war 2007 und 2008 auch nicht bei den Live-Konzerten der Band dabei.
Des Weiteren unterstützte er unter den Pseudonymen Fudger O'Mad und Badge 1985 und 1986 die englische Band The Very Things bei mehreren Live-Konzerten. Außerdem war Burrows noch an dem Country und Bluegrass - Spaß-Projekt Badass Cowboys beteiligt.
Im Jahr 2002 zog Steven Burrows von England nach Amerika und lebt seitdem in der Stadt Jacksonville.